# Two Against Nature
Two Against Nature è l'ottavo album in studio del gruppo musicale statunitense Steely Dan, pubblicato il 29 febbraio 2000 dalla Giant Records.
L'album ha ottenuto molti riconoscimenti durante i Grammy Awards 2001  risultando vincitore nelle categorie Best engineered album non-classical, Miglior album pop vocale e Album dell'anno. La canzone Cousin Dupree ha ottenuto il premio di Miglior canzone di un gruppo o di un duo pop vocale.

## Tracce
Testi e musiche di Walter Becker e Donald Fagen.
1. Gaslighting Abbie – 5:53
2. What a Shame About Me – 5:17
3. Two Against Nature – 6:17
4. Janie Runaway – 4:09
5. Almost Gothic – 4:09
6. Jack of Speed – 6:17
7. Cousin Dupree – 5:28
8. Negative Girl – 5:34
9. West of Hollywood – 8:21

## Classifiche

### Classifiche settimanali
| Classifica (2000) | Posizione massima |
| ----------------- | ----------------- |
| Belgio (Fiandre)  | 16                |
| Finlandia         | 22                |
| Germania          | 11                |
| Giappone          | 24                |
| Irlanda           | 17                |
| Norvegia          | 7                 |
| Nuova Zelanda     | 39                |
| Paesi Bassi       | 19                |
| Regno Unito       | 11                |
| Stati Uniti       | 6                 |
| Svezia            | 17                |

### Classifiche di fine anno
| Classifica (2000) | Posizione |
| ----------------- | --------- |
| Stati Uniti       | 127       |